# Maximiliano Cavallotti
Maximiliano Cavallotti (Santa Teresa, 15 novembre 1984) è un ex calciatore argentino, di ruolo portiere.

## Carriera
Nel 2015 ha segnato due reti: la prima su calcio di rigore aprendo le marcature nel match vinto 3-2 contro il Chacarita Juniors, la seconda al 91' dell'incontro perso 3-2 contro l'Atlético Paraná.